# Emotional Tourist
Emotional Tourist je drugi EP slovenske elektronske skupine Futurski. Izšel je 26. junija 2019 v samozaložbi.

## Kritiški odziv
Album je Gregor Kocijančič za Mladino ocenil s 4 zvezdicami in v recenziji zapisal: "Ta [plošča] je v primerjavi s prvo – ki je bila prav tako precej prepričljiva – na številnih ravneh bolj dodelana, najočitnejše pa je napredovanje v produkciji beatov. Futurski ponovno pričara melanholično, epsko in izrazito nostalgično razpoloženje, ki ga tokrat nadgradi z drznejšimi basovskimi linijami."

## Seznam pesmi
Vse pesmi je napisala skupina Futurski.
| Št. | Naslov                       | Dolžina |
| --- | ---------------------------- | ------- |
| 1.  | „Badass‟                     | 4:12    |
| 2.  | „Weird‟                      | 4:30    |
| 3.  | „Nothing Is Never an Option‟ | 4:13    |
| 4.  | „Bad Dreams‟                 | 3:39    |
| 5.  | „Better Self‟                | 4:34    |

## Zasedba
Futurski
- Jan Vihar — vokal, perkusija
- Žiga Petkovšek — vokal, kitara, sintesajzer
- Evita Drvarič — sintesajzer
- Dominika Maša Kozar — sintesajzer

Tehnično osebje
- Simon Penšek — produkcija, mastering
- Jure Brglez — oblikovanje